# Dicrostonyx hudsonius
Dicrostonyx hudsonius es una especie de roedor de la familia Cricetidae.

## Distribución geográfica
Se encuentra en la tundra del norte de Quebec y Labrador. Se alimentan de pastos, juncos y otras plantas verdes en verano y las ramas de los sauces, álamos y abedules en invierno. Los depredadores incluyen mustélidos , y Ártico Fox .